# Longovicium

Longovicium (Fort Romain de Lanchester) était un fort auxiliaire sur Dere Street, dans la province romaine de Bretagne inférieure. Il est situé au sud-ouest de Lanchester (grille de référence NZ159469  dans le comté anglais de Durham, à environ 8 miles (13 km) à l'ouest de la ville de Durham et de 5 miles (8 km) de Consett.

## Histoire
Longovicium était situé entre les forts de Vindomora (Ebchester), et Vinovia (Binchester) sur Dere Street, la principale voie romaine reliant Eboracum (York) au mur d'Hadrien, et au-delà. Le fort était bâti à environ 20 miles (32 km) au sud de la muraille sur un terrain élevé avec une vue dégagée sur la zone. Des archéologues supposent qu'une route reliait le fort de Longovicium à Concangis (Chester-le-Street), mais cela n'a pas encore été prouvé.
Le fort est situé à la fois dans la Notitia dignitatum et dans la Cosmographie de Ravenne. Le nom Longovicium est dérivé de Brittonic, *longo- (« navire ») et *uic- (« guerrier, chasseur »).
Une plaque identifie la Legio XX Valeria Victrix (Vingtième Légion) comme ayant construit le fort, mais ne donne pas la date de construction estimée plus tardive que les autres forts sur Dere Street, autour de 150, il y a des indices qui prouvent qu'il a été reconstruit autour de 230-240 et de nouveau au début du IVe siècle.
Le fort de forme rectangulaire comportait quatre portes et était entouré d'un fossé. En dépit que le site n'ait pas été systématiquement fouillé, les archéologues ont trouvé grâce à l'utilisation de levés géophysiques les restes de bâtiments de commandement, un établissement de bains et une caserne. Les restes d'un vicus ont été trouvés et la localisation confirmée par la photographie aérienne. Au XXe siècle, une nécropole a également été découverte au sud-ouest du fort, des pierre alignées bordant le site des inhumations et crémations. La conservation du fort est préservée car il est situé sur des champs qui n'ont pas été labourés. Malheureusement un grand nombre de pierres aient été prélevées. Une colonne, provenant probablement de la colonnade de la demeure du commandant se trouve dans l'église de la Paroisse, comme autel dédié à la déesse Garmangabis.
Andrew Brise fait valoir que la bataille de Brunanburh a eu lieu à Longovicium. Il interprète Brunanburh comme signifiant « forteresse de la Browney », la rivière qui passe devant le fort.

## Les aqueducs et les réservoirs
Longovicium disposait d'un abondant approvisionnement en eau, à partir de deux aqueducs, dont l'un alimenté à partir d'une source à l'ouest. Le barrage mesure 6 m) de haut et 100 m de long, avec de la pierre doublée d'argile à l'intérieur. L'aqueduc de Longovicium est considéré comme l'un des mieux conservés de Grande-Bretagne. Il existe également un  réservoir à proximité du fort lui-même. Le mines d'or de Dolaucothi possèdent également un grand nombre d'aqueducs et réservoirs, également très bien conservés. L'alimentation en eau de Dolaucothi a été utilisé pour l'extraction hydraulique des gisements d'or, tandis que ceux de Longovicium restent une énigme.

## Industrie
L'utilisation industrielle de l'eau est la plus probable, puisque tous les forts avaientdéjà les bains et les latrines. 
L'activité industrielle (fonderie et forge) était intense à l'intérieur du fort ou du vicus  comme le confirme les grandes quantités de scories et de cendres trouvées sur le site, ayant permis la fabrication d'armes (fabriquées et stockées).  D'autres châteaux-forts à proximité auraient aussi contribué. 
Le site est unique en Grande-Bretagne pour la taille de son approvisionnement en eau.
Un grand nombre d'autels, de stèles votives et de dalles dédiées à l'empereur Gordien III ont été trouvées à proximité du fort sur le chemin de Dere Street. Les stèles comportent le noms de divinités romaines comme Jupiter, Mars, Mercure et Silvain, mais aussi Celtiques et Germaniques, comme Garmangabis. À partir de ces pierres et inscriptions, nous savons qui a construit le fort et quelles garnisons y a séjourné.

## La garnison
Au cours du Ier siècle, deux pierres, un autel et une inscription attestent que la Cohors Primae Fida Vardulorum Milliaria Equitata Civium Romanorum était présente à Longovicium. Cette unité de Varduli a ses origines dans l'Hispania Tarraconaise, Gipuzkoa, dans le nord de l'Espagne, où l'unité a été constituée. Cette unité est également présente sur d'autres forts de la Britannia Supérieur, tels que les Castlecary, Bremenium (Haute Rochester), Corstopitum (Corbridge) et milecastle 19 sur le mur d'Hadrien. La Tarraconaise (région de l'Espagne) a été une source importante d 'or, de l'étain, de cuivre et d'autres métaux et de minéraux dans l'ensemble de l'Empire romain, et les Romains ont appliqué la force de l'eau sur une grande échelle pour l'extraction hydraulique à l'aide des aqueducs. Le reste de leurs efforts d'exploration sont visibles aujourd'hui à Las Médulas, par exemple.
Deux autres inscriptions gravées dans la pierre, en date de 238 et 244, attestent de la présence de Cohors Primae Lingonum (Première Cohorte de lingons germaniques) et de la Cohors Primae Lingonum Gordiana equitata (Première Cohorte de lingons germaniques à cheval). Les lingons germaniques ont aussi habité le Plateau de Langres, en Bourgogne. Il y avait aussi un détachement de Suebians (ou les Suèves) provenant de la Lusitanie.
Le IVe siècle voit le fort occupé par l'unité de Longovicians, une compagnie d'auxiliaires montée commandée par des chevalier romains.

## Projets
La société des Amis de Longovicium des comtés le Comté de Durham, l'université de Durham et l'université de Newcastle upon Tyne ont travaillé de concert avec le propriétaire des terrains sur lesquels se trouve le fort afin d'ouvrir la zone au public, en la transformant en une attraction touristique. Des fouilles sont également envisagées. Le projet est actuellement soutenu financièrement par le Conseil des Comtés à travers l'English Heritage.